# Ernesto Vidal (labdarúgó)
Ernesto José Vidal, „El Patrullero”, születési nevén Ernesto Servolo Vidal (Buie, Olaszország, 1921. november 15. – Córdoba, Argentína, 1974. február 20.) isztriai olasz születésű világbajnok uruguayi labdarúgó, fedezet.

## Pályafutása

### Klubcsapatban
1941 és 1944 között az argentin Rosario Central labdarúgója volt. 1944 és 1953 között a Peñarolban játszott, ahol négy bajnoki címet szerzett. 1953-ban Olaszországba szerződött. 1953 és 1955 között a Fiorentina, 1955–56-ban a Pro Patria játékos volt. 1956-ban hazaért és a Nacional játékosaként, újabb bajnoki címet szerezve fejezte be az aktív labdarúgást.

### A válogatottban
1950 és 1952 között nyolc alkalommal szerepelt az uruguayi válogatottban és két gólt szerzett. Az 1950-es brazíliai világbajnokságon aranyérmes lett a csapattal.

## Sikerei, díjai
Uruguay
- Világbajnokság
  - aranyérmes: 1950, Brazília

 Peñarol
- Uruguayi bajnokság
  - bajnok (4): 1944, 1945, 1949, 1951

 Nacional
- Uruguayi bajnokság
  - bajnok: 1956